# Henry N. Chapman
Henry N. Chapman (* 1967 in Großbritannien) ist ein britischer Biophysiker. Er ist Gründungsdirektor des Center for Free-Electron Laser Science am Deutschen Elektronen-Synchrotron DESY.

## Leben
Nach der Promotion an der Universität Melbourne Anfang der 1990er Jahre war Chapman Postgrad Fellow der „Commonwealth Scientific and Industrial Research Organisation“ (CSIRO) in Australien. Anschließend arbeitete er als Postdoktorand an der Stony Brook University im US-Bundesstaat New York, dann in den USA am Lawrence Livermore National Laboratory (LLNL). 2007 ging er als Gründungsdirektor des „Center for Free-Electron Laser Science“ zum DESY nach Hamburg.
Chapman arbeitet an speziellen, kristallografischen Verfahren im Zusammenhang mit Nutzung von Synchrotron-Strahlungsquellen und Röntgenlasern zur Entschlüsselung der Strukturen von Biomolekülen.
2010 wurde er mit dem Bjørn H. Wiik Prize ausgezeichnet. Er erhielt für seine Pionierarbeiten in der Entwicklung der sogenannten seriellen Femtosekunden-Kristallografie den Gottfried-Wilhelm-Leibniz-Preis der Deutschen Forschungsgemeinschaft für das Jahr 2015. 2017 erhielt er die Röntgen-Plakette der Stadt Remscheid. 2020 wurde Chapman in die Royal Society gewählt. Für 2020 wurde ihm außerdem der Gregori-Aminoff-Preis zugesprochen.

## Veröffentlichungen
- (Mitautor): Femtosecond coherent diffraction imaging with a soft X-ray free-electron laser. In: Nature Physics. 2, 2006, S. 839–843.
- (Mitautor): Femtosecond time-delay X-ray holography. In: Nature. 448, 2007, S. 676–679.
- (Mitautor): Femtosecond X-ray protein nanocrystallography. In: Nature. 470, 2011, S. 73–77.
- mit N. D. Loh, M. J. Bogan et al.: Fractal morphology, imaging and mass spectrometry of single aerosol particles in flight. In: Nature. 486, 2012, S. 513–517.
- mit L. Redecke, K. Nass et al.: Natively inhibited Trypanosoma brucei cathepsin B structure determined using an x-ray laser. In: Science. 339, 2013, S. 227–230.